# Duboluhivka, Nijîn
Duboluhivka (în ucraineană Дуболугівка) este o comună în raionul Nijîn, regiunea Cernihiv, Ucraina, formată numai din satul de reședință.

## Demografie
Componența lingvistică a comunei Duboluhivka
     Ucraineană (96,3%)
     Rusă (3,7%)
Conform recensământului din 2001, majoritatea populației comunei Duboluhivka era vorbitoare de ucraineană (96,3%), existând în minoritate și vorbitori de rusă (3,7%).